# Martin Engelbrecht

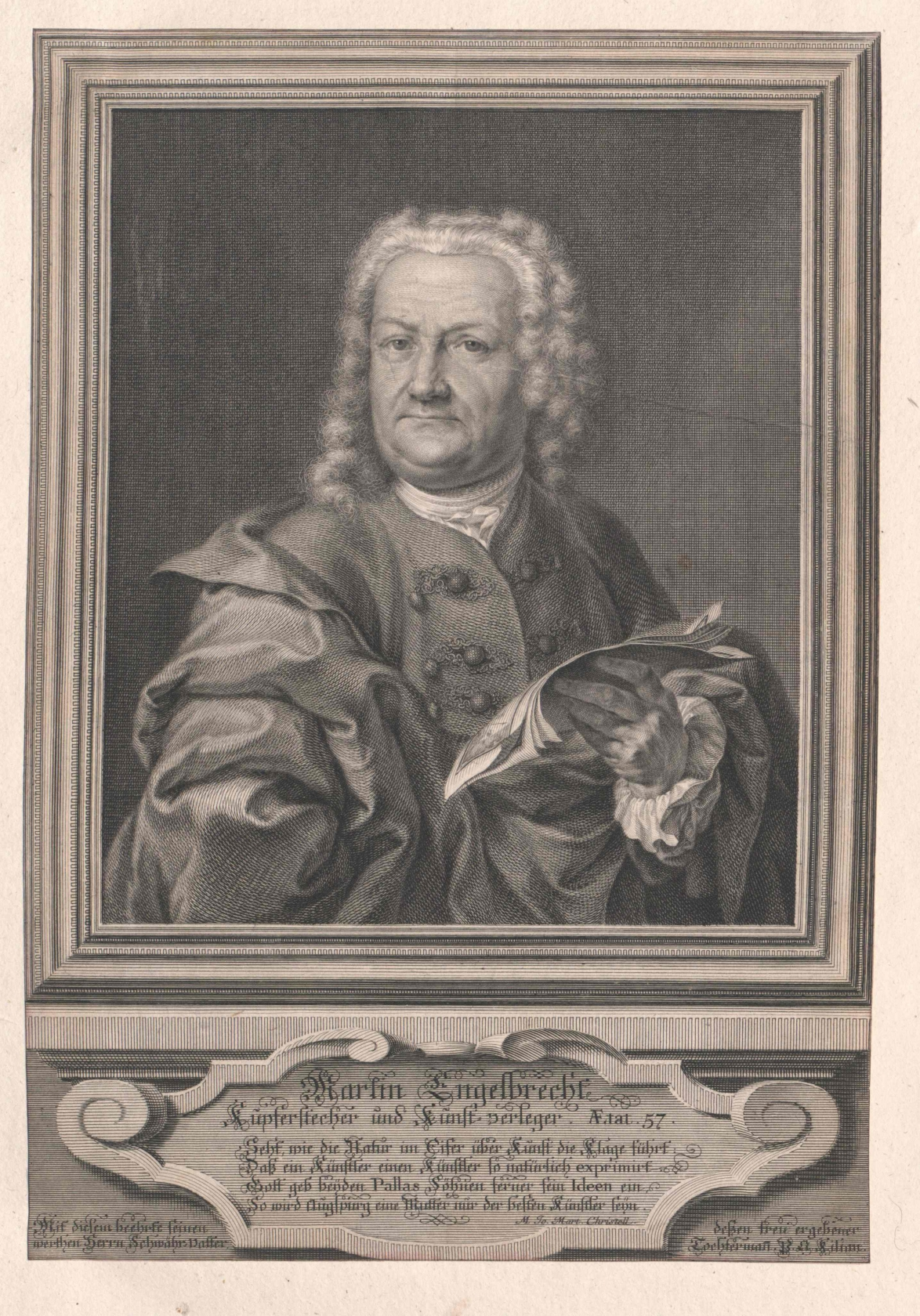
Martin Engelbrecht, Stich von seinem Schwiegersohn Philipp Andreas Kilian

Arth pandurischer Straff, um 1760

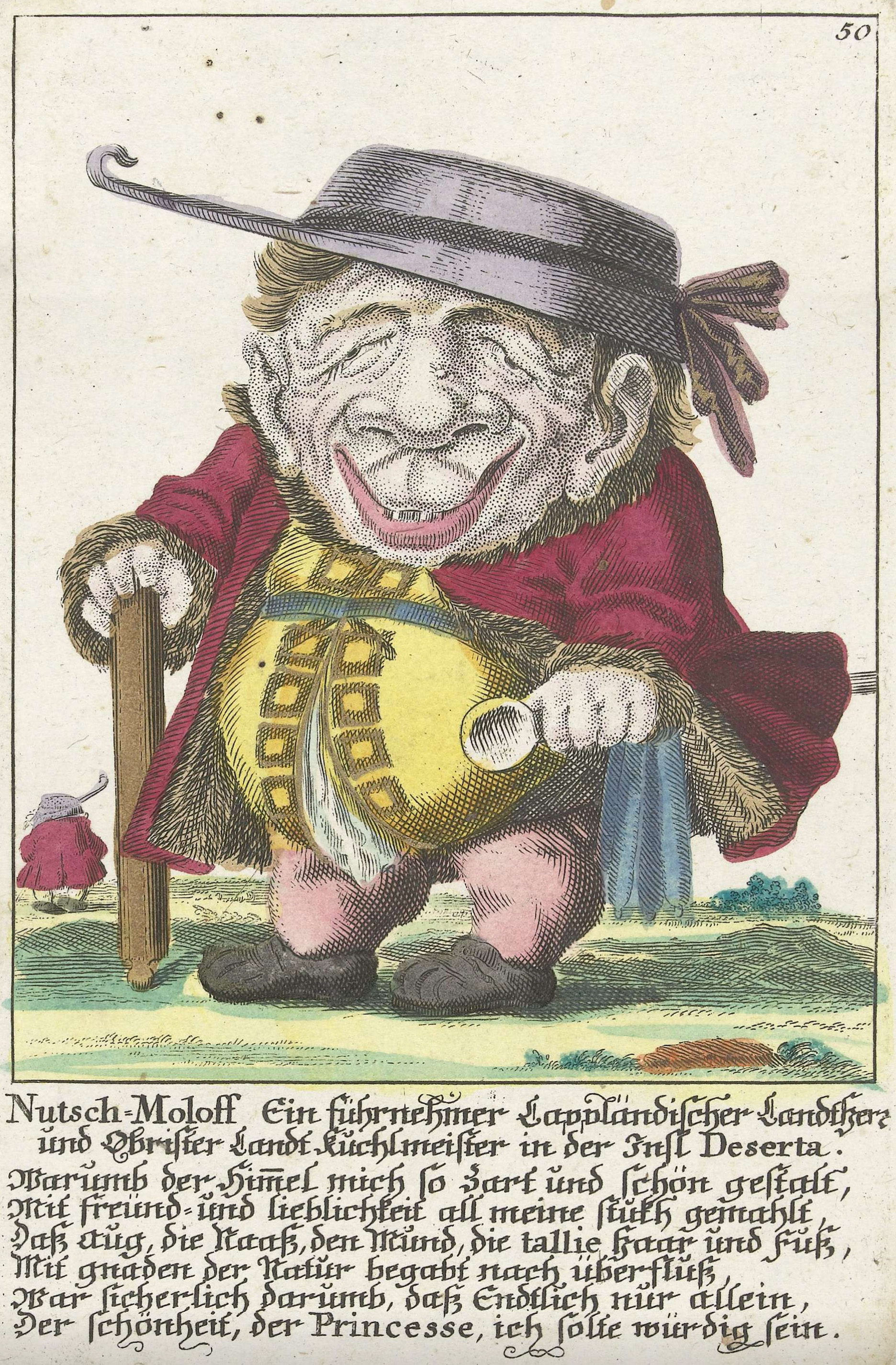
Nutsch Moloff, Anfang des 18. Jahrhunderts, nach einer Vorlage von Jacques Callot

Martin Engelbrecht (* 16. September 1684 in Augsburg; † 18. Januar 1756 ebenda) war ein Kupferstecher und Kunstverleger der Barockzeit.

## Leben und Werk
Engelbrecht arbeitete in Augsburg mit seinem Bruder Christian (1672–1735) als Ornament- und Vedutenstecher. Der Autor Friedrich Schott verzeichnete im Jahr 1924 ein Œuvre Engelbrechts mit mehr als 3000 Stichen, in der überwiegenden Zahl Stadtansichten, Ornamentstiche, Bildnisse, militärische und geschichtliche Ereignisse sowie allegorische Darstellungen.
1718 heiratete er Sybilla, die Tochter des Goldschmieds Andreas Wickhert. 1719 erhielt Engelbrecht ein kaiserliches Privileg zum Schutz gegen Raubdrucke. Es galt zehn Jahre und wurde zweimal erneuert. Um 1730 veröffentlichte er eine Zusammenstellung von kolorierten Kupferstichen unter dem Titel Assemblage nouveau des manouvries habilles: Neu-eröffnete Sammlung der mit ihren eigenen Arbeiten und Werckzeugen eingekleideten Künstlern, Handwerckern und Professionen.
Besonders bekannt ist die Engelbrechtsche Kupferstichserie aus den Jahren um 1742/45 über „exotische“ Soldaten am deutschen Kriegsschauplatz (Theatre de la milice etrangere; Schaubühne verschiedener in Teutschland bishero unbekannt gewester Soldaten von ausländischen Nationen), und hier vor allem die Panduren. Die Serie umfasst rund 150 Einzelblätter mit Darstellungen irregulärer Truppen aus der Zeit des Österreichischen Erbfolgekrieges. Neben „Sclavonischen“ Tolpatschen, Kroaten, Panduren und Haiducken sind auch einige „Bergschotten“ zu sehen. Jedes Blatt ist mit einem erklärenden Vierzeiler versehen, der häufig auf die „Fremdheit“ und „Neuartigkeit“ der dargestellten Krieger hinweist. Durch ihre „Kostümierung“ erscheinen die repräsentierten Figuren gleichsam wie von Schauspielern verkörperte Rollen. Engelbrechts Serie bediente offenbar eine besondere Nachfrage nach „exotischem“ Bildmaterial über die Akteure des damaligen Krieges und kann – die Vielzahl der Nachahmer betrachtend, die sein Werk gefunden hat – als außerordentlich erfolgreich eingestuft werden. Die Serie ist im Wiener Heeresgeschichtlichen Museum ausgestellt.

## Ausschneidebogen
Das Verlagswerk von Martin Engelbrecht umfasst auch eine Vielzahl sogenannter „Ausschneidebogen“. Im Barock hatten viele Menschen eine Vorliebe für das Arbeiten mit Papier. Objekte aus Papier auszuschneiden, sie dann zu kolorieren und schlussendlich aufzukleben, war damals ein beliebter Zeitvertreib für Kinder und Erwachsene. 
Viele von Engelbrechts Ausschneidebogen zeigten zeitgenössische Bilderwelten mit Jagdszenen, Darstellungen bäuerlichen Lebens, Soldaten, Menschen in fremden Ländern und heimische Tiere. Es gab auch Bogen, die eine komplette Wohnung mit Küche, Keller, Wohn-, Schlaf- und Gesindezimmer zeigten. Die Bogen konnten als didaktisches Material benutzt werden, um Kinder auf anschauliche Weise in den Tätigkeiten als Bauer, Jäger, Soldat oder in der Hauswirtschaft zu unterrichten. Über die gezeigten Gartenanlagen konnten sich Interessierte mithilfe der ausgeschnittenen Kulissen den eigenen Garten planen, und religiöse Menschen konnten biblische Szenen bildhaft darstellen. Anhand der detailgetreuen Darstellungen der unterschiedlichen Augsburger Trachten lernten Ausschneidende und Betrachter damals wie heute viel über die Kleiderordnungen der damaligen Zeit.

## Ausstellung
Vom 1. März bis zum 10. Juni 2019 zeigte die Grafische Sammlung der Stadt Augsburg im Schaezlerpalais im Rahmen ihrer Wechselausstellungen ausgesuchte Werke Engelbrechts in einer Ausstellung mit dem Titel Ausschneiden aus Passion. Der Kunstverleger und Kupferstecher Martin Engelbrecht (1684–1756). Anhand von zahlreichen Bilderbogen und dreidimensionalen Dioramen wurde die vielgestaltige Bilderwelt Engelbrechts und seiner Zeitgenossen für den Besucher erfahrbar.